# منطقه مرکزی، توگو
منطقه مرکزی (انگلیسی: Centrale Region, Togo) یکی از استان‌های کشور آفریقایی توگو است. مرکز این استان شهر سوکوده است.